# José Barrientos
José Eduardo Barrientos Schweyer (ur. 18 marca 1904 w Matanzas, zm. 27 września 1945 w Zatoce Florydzkiej) – kubański lekkoatleta, sprinter. Uczestnik Letnich Igrzysk Olimpijskich 1928.
Podczas Igrzysk Olimpijskich w Amsterdamie w 1928 roku brał udział w biegu na 100 metrów. W pierwszej rundzie w swoim biegu eliminacyjnym zajął pierwsze miejsce i awansował do ćwierćfinału. W ćwierćfinale zajął ostatnie, piąte miejsce w swoim biegu i odpadł z dalszej rywalizacji. Barrientos był jedynym reprezentantem Kuby na igrzyskach w 1928 roku. Był on również chorążym tej reprezentacji podczas ceremonii otwarcia igrzysk.
Zginął w katastrofie lotniczej.